# Dow Paisikovic
Dow Paisikovic, né le 1er avril 1924 à Rakowec en Tchécoslovaquie et mort en 1988, est un survivant de la Shoah.

## Biographie
À partir de la constitution du ghetto par les autorités hongroises en 1941, il réside au sein du ghetto de Moukatcheve où il se trouvait au sein de la population juive (soit environ 15 000 personnes), la ville de Moukatcheve étant la seule ville de Hongrie à avoir une majorité de sa population comme juive. En mai 1944, il est transféré au camp de concentration d'Auschwitz. Dans son convoi, 60 % des personnes sont sélectionnées pour les chambres à gaz, dont sa mère et ses cinq frères et sœurs. Son père et lui, considérés comme pouvant travailler pour le Reich, ne sont pas gazés et sont transférés au camp C à Birkenau. Trois jours plus tard, il est transféré au crématoire 3. Il est tatoué et porte le numéro A-3.076. Il fait partie de l'un des "Sonderkommandos".
Sur place, il réussit à enfouir les notes de plusieurs autres détenus et des mèches de cheveux sous terre, dans une bouteille.
Le 18 janvier 1945, lors de l'évacuation du camp par les SS, avec les 82 autres survivants des crématoires, membres des commandos spéciaux chargés de sortir les corps des chambres à gaz et de les brûler ensuite (Sonderkommando), il réussit à s'enfuir au camp D, avec également Filip Müller et Bernhard Sakal. Il est présent au camp lors de l'arrivée des troupes soviétiques, lors de la libération du camp le 27 janvier 1945. 
Après la guerre, il refuse de retourner en Tchécoslovaquie communiste et a droit au statut des "personnes déplacées" mis au point par les Alliés puis par l'O.N.U. Sioniste, Il fait son alyah et s'installe à Hadera .
Il est témoin lors du procès d'Auschwitz le 17 octobre 1963.
En 1974, il participe à un documentaire pour la télévision hongroise The World at War et apporte son témoignage sur les conditions de vie notamment dans les ghettos de Tchécoslovaquie. Un an plus tard, il participe à la série en plusieurs épisodes La Solution" finale, pour la télévision hongroise.